# La Création d'Adam (Michel-Ange)
Pour les articles homonymes, voir Création.
La Création d'Adam est l'une des neuf fresques inspirées du livre de la Genèse, peintes par Michel-Ange sur la partie centrale de la voûte du plafond de la chapelle Sixtine, dans les musées du Vatican à Rome, commandée par le pape Jules II. Elle constitue la quatrième histoire de cette série de neuf, précédée par La Séparation des terres et des eaux, et suivie par La Création d'Ève. Bien qu'évoquée relativement tôt dans la Genèse, donc dans la séquence des fresques ornant la voûte, La Création d'Adam n'a été achevée par Michel Ange que tardivement, vers 1511, alors que l'exécution de la voûte centrale dura de 1508 à 1512.
La Création d'Adam est une illustration du texte biblique du livre de la Genèse : 1, 26-27 : « Dieu créa l'homme à son image, à l'image de Dieu il le créa ». L’œuvre est particulièrement célèbre par le détail dans lequel l'index de Dieu, rejoignant celui d'Adam sans le toucher, donne vie à l'Homme.
C'est l'épisode le plus célèbre de la chapelle Sixtine et l'une des icônes les plus célèbres et célébrées de l'art universel, le sujet d'innombrables citations, hommages et parodies.

## Histoire

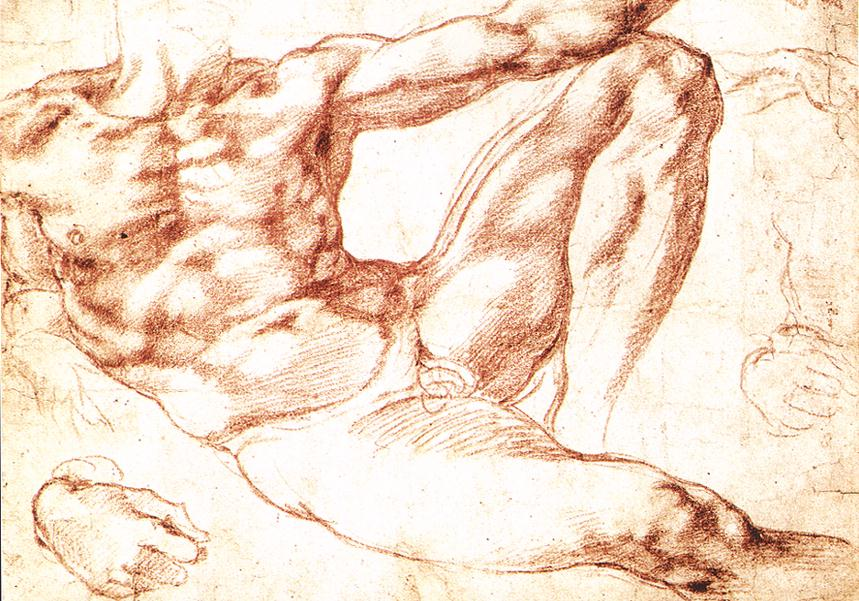
Dessin préparatoire.

Pour peindre la voûte, Michel-Ange commence par les travées près de la porte d'entrée, celle utilisée lors des entrées solennelles dans la chapelle du pontife et de son entourage, et termine avec la travée au-dessus de l'autel. À mi-chemin des travaux, en 1510, l'échafaudage est démantelé dans la première moitié de la chapelle et reconstruit, à l'automne 1511, dans l'autre moitié. La création d'Adam fait donc partie de la première phase du deuxième bloc. Dans ces scènes, les figures deviennent plus grandes et plus monumentales, avec une composition plus synthétique, les gestes plus essentiels et plus péremptoires.
Seize « jours» sont nécessaires pour réaliser la fresque, en commençant par le groupe de l'Éternel et des anges, pour lesquels le dessin du carton est transféré par spolvero, à l'exception de la tunique, qui est directement gravée. Adam, dont la silhouette a été étudiée avec soin, a plutôt été réalisé par incision directe.
La scène est unanimement appréciée dès son dévoilement. Les contemporains de l'artiste, en particulier, y lisent la matérialisation de l'un des idéaux les plus élevés de la culture de la Renaissance, celui de la dignité humaine, miroir « à l'image et à la ressemblance » de Dieu. La beauté du corps humain est considérée comme une émanation directe des facultés spirituelles et comme le point culminant de la création divine.
Giorgio Vasari a écrit : « [Dans la] création d'Adam, [Michel-Ange] a représenté Dieu porté par un groupe d'anges nus et d'âge tendre, qui ont l'air de soutenir non seulement une figure, mais le poids du monde entier, par l'effet de son impressionnante majesté et de la dynamique du mouvement ; d'un bras il entoure des putti comme pour prendre appui et de l'autre côté tend la main droite à un Adam d'une beauté, d'une pose, d'une présentation qui font penser à une nouvelle intervention de son premier créateur plutôt qu'au pinceau d'un grand dessinateur ».

## Description et style

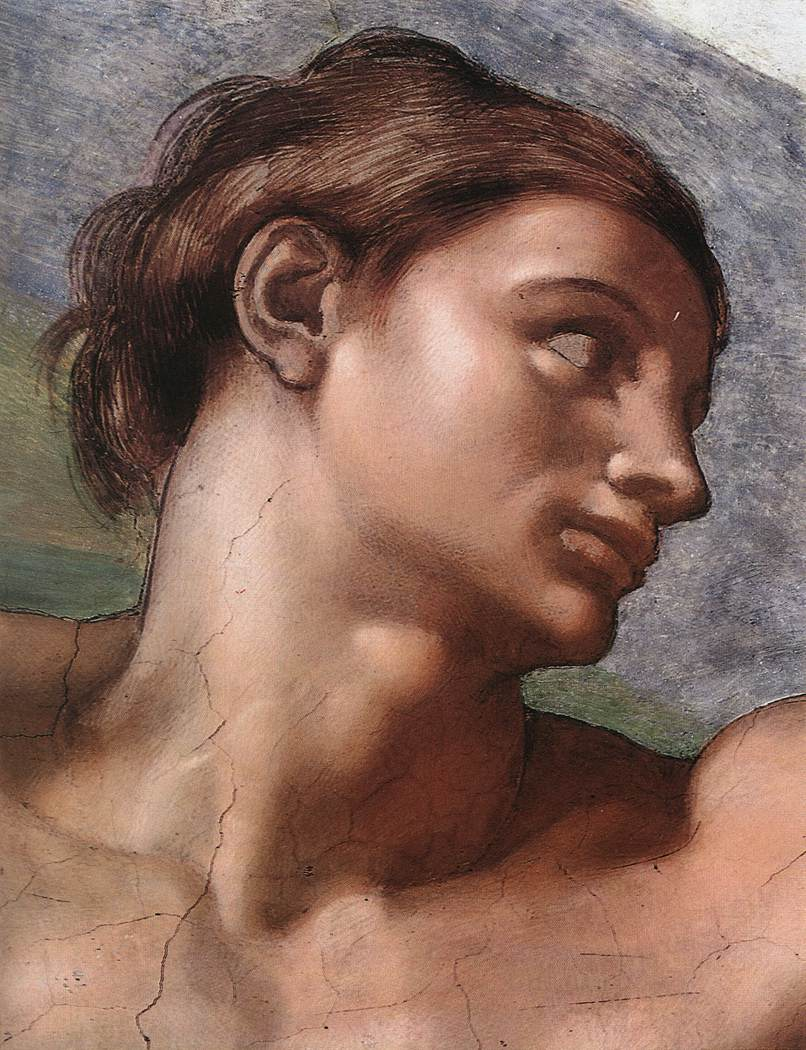
Détail.

Sur un fond naturel dénudé et peu caractérisé, symbolisant l'aube du monde, la jeune et athlétique figure d'Adam se dresse semi-allongée, éternelle, qui s'approche en vol dans un halo angélique. Dieu, à la robe violette, est entouré, selon la tradition iconographique, d'un groupe d'anges, mais au lieu des séraphins et chérubins stéréotypés (bien qu'ils soient représentés d'une manière différente par la Bible, en fait les Séraphins ont 6 ailes et les Chérubins ont des traits animaliers), Michel-Ange représente de vraies figures, engagées dans un effort comme pour porter le halo et présentées dans diverses attitudes, avec un traitement différencié en termes d'éclairage et de netteté qui amplifie, par contraste, celles au premier plan.
Sur la droite, Dieu est représenté comme un vieil homme barbu enveloppé dans un ample manteau rouge qu'il partage avec des chérubins. Son bras gauche est enroulé autour d'une figure féminine, normalement interprétée comme Ève, qui n'est pas encore créée et, de manière figurative, attend au Paradis de recevoir une forme terrestre. Le bras droit de Dieu se tend pour donner l'étincelle de vie, du bout de son propre index projeté vers celui d'Adam. Ce dernier, par la disposition de son bras gauche et de l'ensemble de son corps, prend une pose assez comparable à celle de Dieu. Cette relative symétrie rappelle que l'homme est créé à l'image de Dieu.
Détail emblématique de l'œuvre, l'invention des index levés et des bras tendus, un moment avant d'entrer en contact, est comme une métaphore très efficace de l'étincelle vitale qui passe du Créateur à la créature forgée, d'une beauté extraordinaire qui reflète la perfection et la puissance divine, afin de la réveiller. Ce geste a peut-être été inspiré par L'Annonciation du Cestello de Sandro Botticelli. Le moment ainsi immortalisé acquiert une valeur éternelle et universelle, suspendu dans une démarche anxieuse qui n'arrive pas, mais qui est déjà parfaitement intelligible. Certains pensent que le contact qui n'a pas lieu entre les deux doigts, est intentionnel, pour souligner l'inaccessibilité de la perfection divine de la part de l'homme.
C'est en fait le corps tout entier de Dieu qui tend vers l'homme, dans un mouvement volontaire. Le corps d'Adam est au repos; sa main gauche est presque relâchée, son index fléchi : Dieu donne, Adam reçoit. La nudité d'Adam exprime son innocence, qui sera perdue avec le Péché originel (Genèse 3,1-13, sixième histoire de la voûte). Adam, au corps défini avec une remarquable habileté anatomique, pose son bras sur le genou plié, dans un parfait effet d'éveil : il soulève lentement son corps et lève son doigt encore incertain vers celui absolument immobile de Dieu. La figure du premier homme présente des transitions douces en clair-obscur, qui cependant, grâce à l'utilisation de nuances lumineuses, produisent une forte emphase sculpturale. Son visage, de profil et légèrement tourné vers l'arrière, est celui d'un adolescent, sans expression définie, qui contraste avec le portrait intense de Dieu le Père, mature et plein d'énergie, aux cheveux gris et à la longue barbe et aux moustaches flottant dans l'air. L'œil d'Adam n'est pas peint, mais est obtenu directement en « soulevant » le plâtre encore frais, de manière à créer un jeu d'ombres. Pour Adam, Michel-Ange s'est inspiré, comme il l'a fait pour La Création d'Ève, du panneau sculpté par Jacopo della Quercia pour la Porta Magna de la basilique San Petronio à Bologne. La pose d'Adam a fait l'objet d'un étude au fusain noir et sanguine, maintenant au British Museum de Londres.
La composition est évidemment artistique et non littérale, car Adam est éloigné de Dieu, avant même qu'il lui soit réellement donné la « vie ». Pour cette même raison, Ève est représentée visuellement avant sa propre création. Mais l'inclusion précoce de cette figure féminine a mené certains à penser qu'elle puisse être plutôt Lilith, la première épouse mythique d'Adam, bien que chronologiquement Lilith ait également été créée après Adam.
La main de l'un des Ignudi assis aux coins des panneaux narratifs, fait saillie sous la jambe d'Adam.

## Analyse

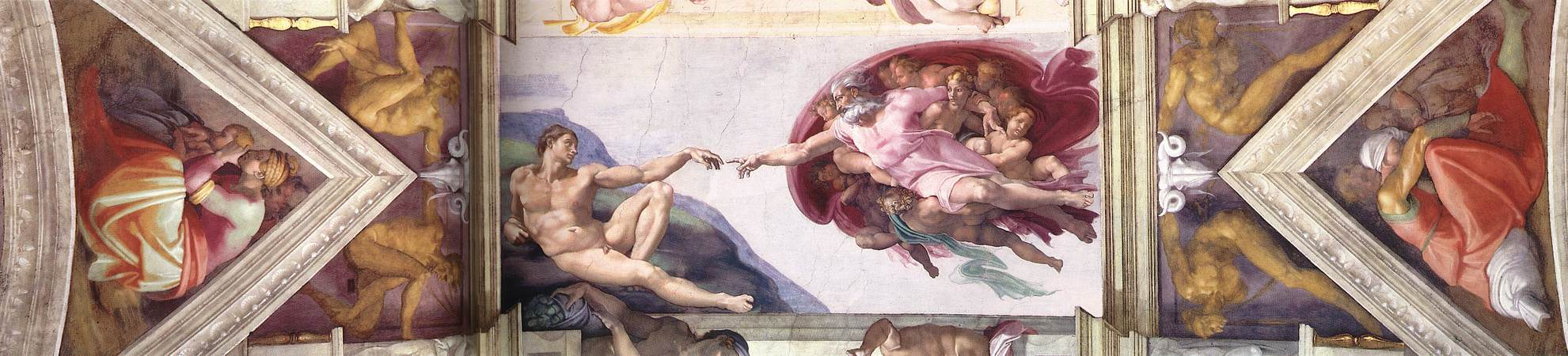
La sixième travée des voûtes de la chapelle Sixtine.

Les nombreux commentaires autour de cette scène résultent d'une part de l'iconographie novatrice inventée pour celle-ci et, d'autre part, des problèmes d'identification des figures représentées sous les bras et à l'abri du manteau de Dieu. Dieu le Père s'approchant par les airs lors de la création d'Adam, couvert d'un manteau et entouré de figures secondaires, est une représentation inhabituelle qui n'est envisagée ni dans le texte de la Bible (Genèse 2,6-7), ni dans la tradition iconographique immédiate. Seule la « vapeur » évoquée dans l'Écriture sainte est représentée sous la forme d'une bande bleue derrière Adam.
Le motif de Dieu s'approchant par les airs est parfois mis en rapport avec les Victoires de l'arc de Titus (Wilde, 1932) ou avec le dieu du Vent dans la Naissance de Vénus de Botticelli (Mariani, 1964). La référence à des représentations plus anciennes de la Création du monde (Schüssler, 2002) semblent plus convaincantes. Barolsky (1998) renvoie de nouveau à Botticelli et croit reconnaître le Vent ou l'Esprit (spiritus) de la Création dans la chevelure flottante et les ondulations du manteau de Dieu : le vent vivificateur viendrait souffler directement le visage du Créateur. Le doigt de Dieu, que Condivi interprète simplement comme l'exhortation divine à une bonne conduite d'Adam, symbolise sans doute la vie et l'âme insufflées au premier homme. Schüssler, en 2002, a compilé et commenté les principales références concernant cette signification du digitus Dei.
Condivi, qui tend notoirement aux interprétations simples, a qualifié les figures regroupées autour de Dieu d'anges nus et juvéniles. La majeure partie de la recherche ancienne l'a suivi sur ce point jusqu'à Steinmann en 1905. Tolnay et quelques auteurs avant lui ont compris la figure de droite, sur laquelle repose la main gauche de Dieu, comme une représentation du nouvel Adam et, donc comme une référence au Christ. La figure sous le bras gauche de Dieu serait une préfiguration d'Ève. Steinberg (1992) tient en outre une des figures apparaissant sous le bras droit de Dieu pour un ange rebelle. D'autres historiens identifient la figure un peu plus grande et teintée de féminité sous le bras de Dieu le Père comme la part féminine de la nature divine (Schuyler, 1986) ou comme une personnification de la sagesse divine (Llaczko, 1898 ; Kuhn, 1975 ; Hall, 1993 ; Rzepi'nska, 1994) que les Proverbes de Salomon décrivent comme la compagne de Dieu pendant la Création. À l'appui d'exemples du Moyen Âge, Schüssler (2002) a pu montrer de manière convaincante qu'il ne s'agissait que d'anges.

## Interprétation anatomique

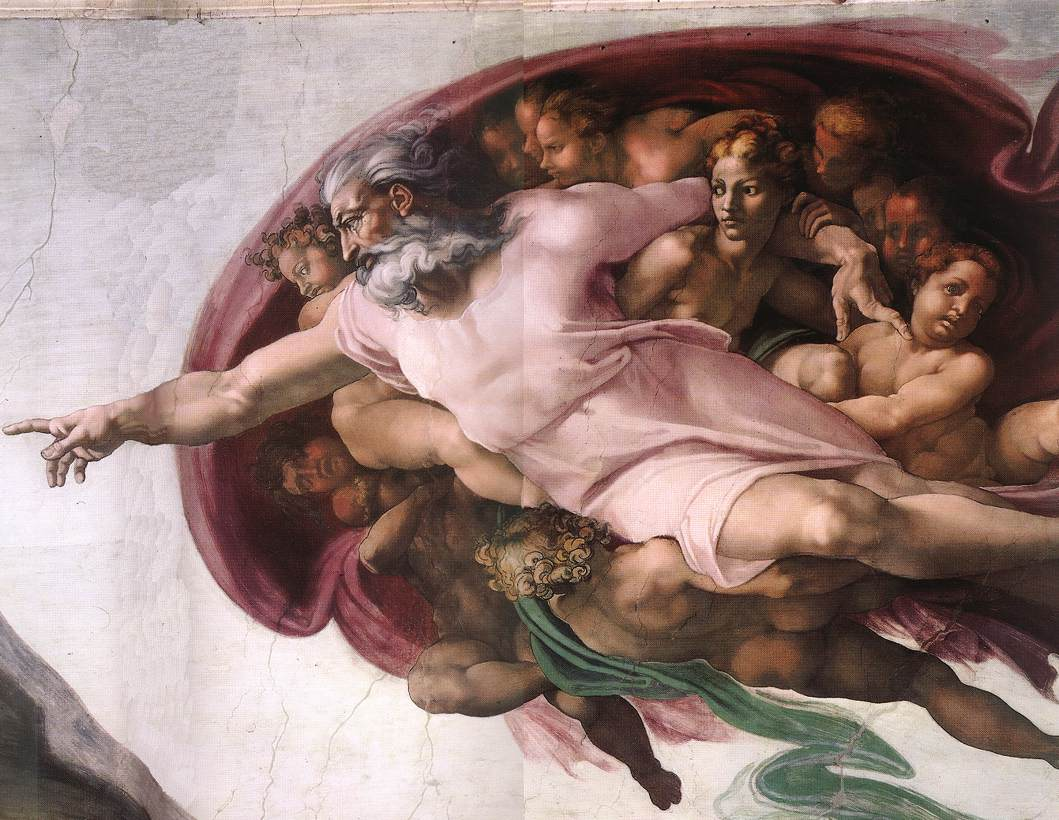
Détail.

Le groupe divin est inséré dans un grand manteau rougeâtre, gonflé de vent, qui embrasse l'Éternel et les anges avec une courbe dynamique. Pour certains scientifiques (tous médecins ou chercheurs en médecine, aucun n'étant historien de l'art ni spécialiste de la Renaissance italienne), cette forme ressemble à celle d'un cerveau humain, soulignant le concept d'« idée » divine, ou à celle d'une coquille. Il est possible que Michel-Ange ait intentionnellement utilisé des formes, motifs et détails reflétant sa connaissance approfondie de l'anatomie humaine, sans qu'aucune preuve documentaire ne vienne étayer ces hypothèses qui demeurent conjecturales.
En 1990, le gynécologue américain Frank Lynn Meshberger relevait que l'allure générale du manteau et les formes s'y logeant derrière Dieu pouvaient être interprétées comme une description précise du cerveau humain ; et l'espace séparant Dieu et Adam, vide mais transmettant un message, comme annonçant une jonction synaptique qui ne sera découverte que bien plus tard.
Un groupe italien de chercheurs en médecine et biologie moléculaire, dans un travail publié en 2015 dans la revue médicale Mayo Clinic Proceedings, a juxtaposé la forme du « manteau » représenté dans la fresque avec une coupe anatomique de l'utérus post-partum, obtenant un chevauchement suggestif. La correspondance des détails anatomiques, surprenante par sa précision, s'expliquerait en vertu des connaissances anatomiques que Michel-Ange avait acquises grâce à son expérience de dissections de cadavre pratiquées pendant la période qu'il avait passée à la basilique Santo Spirito à Florence.
Le critique Adrian Stokes parle en 1955 de « manteau utérin », notant que le manteau prend une forme utérine, dont s'échappe vers le bas un voile pouvant représenter un cordon ombilical. Le gynécologue Andrea Tranquilli considère que le manteau est la représentation d'un organe creux rouge responsable de la « création ». Selon l'interprétation du rabbin américain Benjamin Blech, l'image qui comprend le groupe des Anges avec Dieu au centre serait une coupe anatomique de l'hémisphère droit du cerveau humain, cette représentation anatomique aurait une signification attribuable aux conceptions néoplatoniciennes concernant l'unité de l'homme avec Dieu,.
Toujours dans la chapelle Sixtine, La Séparation de la lumière et des ténèbres a aussi été l'objet d'interprétations provenant de chercheurs en médecine, dans la lignée des observations menées sur La Création d'Adam. Les neurochirurgiens Ian Suk et Rafael Tamargo suggéraient en 2010 que le peintre avait utilisé le cou divin pour représenter une vue ventrale du cerveau, et que dans les plis de la tunique divine apparaissaient la moelle épinière et le nerf optique,.

## Restauration

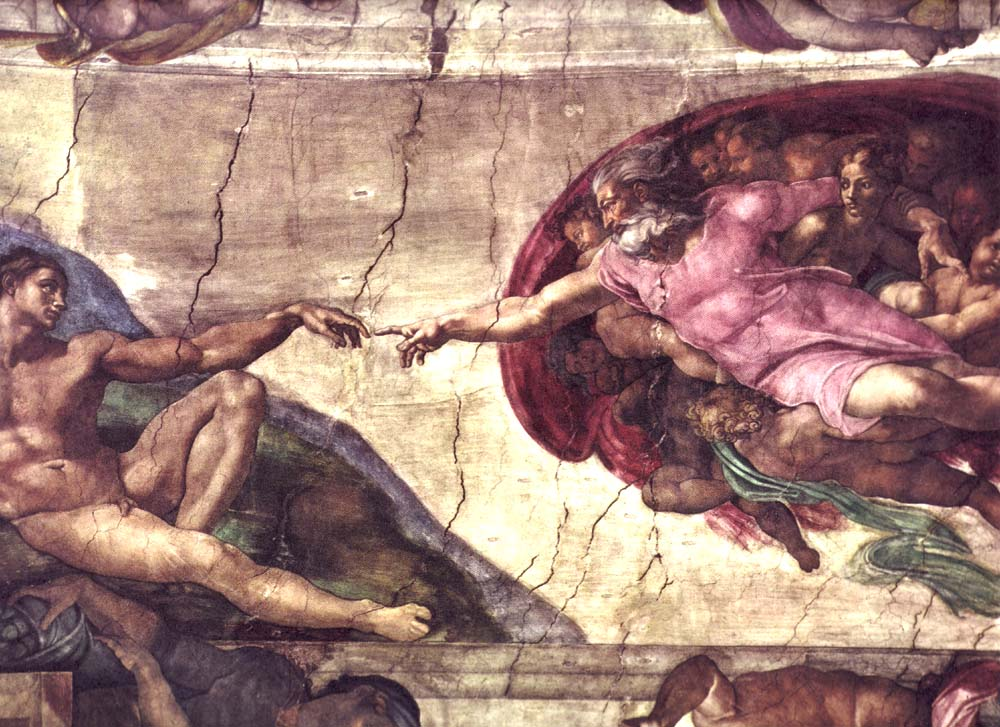
La fresque avant la restauration de 1980 de la voûte de la chapelle.

Avant la restauration achevée en 1994, la scène était très sombre en raison de l'effet des colles animales appliquées à plusieurs reprises pour compacter la surface et de la repeinte lourde qui annulait en grande partie l'effet de largesse qui caractérise la scène, aplatissant la gamme chromatique et les contrastes comme ceux entre la robe éblouissante du Créateur et le creux ombragé du manteau rouge.

## Influence et dérivés

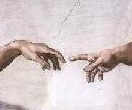
Détail de la Création d'Adam : l'index de Dieu (à droite) rejoint presque celui d'Adam (à gauche).

Par sa force symbolique et esthétique, le geste liant Adam à Dieu est devenu l'une des références les plus célèbres du monde de l'art occidental, réutilisé dans d'autres œuvres sous une forme dérivée ou parodique. Il illustre le thème de la rencontre ou du don, par exemple dans le film E.T., l'extra-terrestre (1982) ou dans la religion fictive qu'est le Pastafarisme.
La fresque fait partie du musée imaginaire de l'historien français Paul Veyne, qui le décrit dans son ouvrage justement intitulé Mon musée imaginaire.
La scène est évoquée lors de l'épisode final de la saison 1 de la série Westworld. Le personnage de Robert Ford joué par Anthony Hopkins le décrit comme l'œuvre favorite de son collègue décédé Arnold Weber, et reprend à son compte la théorie décrivant le cerveau humain autour de Dieu.
Le 14 septembre 2020, le groupe coréen Stray Kids sort son nouvel album IN Life dont la chorégraphie de la title track, Back Door contient une référence à l'œuvre : les membres Seungmin et Hyunjin font le célèbre geste de la main.
Dans l'opening 1 de Death Note (The World), on peut voir Ryuk, le démon qui se met à la place de Dieu et qui tend sa pomme rouge à Light Yagami qui est à la place d'Adam.